# タカスサーキット
タカスサーキットは、福井県福井市西二ツ屋町にある自動車レース場（サーキット）。株式会社冨士土建により設計施工され、株式会社エフネットによって運営されている。

## 概要
2005年開業。福井市の海沿いに位置し、コース全長は約1530m。
自動車・オートバイ・レーシングカートが走行可能。レースや走行会、練習会が年間を通して開催されている。2024年には、福井県主催の電気自動車（EV）、プラグインハイブリッドカー（PHV）、水素自動車（FCV）の試乗イベントが行われた。

## コース
- コース全長：1533.35m[3]
- 最大直線長：371.046m[3]
- 幅員：10m - 12m[3]
- カーブ半径：Max 50m - Min 8m[3]
- 走路勾配max：±2%[3]
- 高低差：3.00m[3]

ガードレールはB種、コンクリートウォール厚は100mm以上、グラベルは細砂、クッションバリアーはタイヤ他となっている。

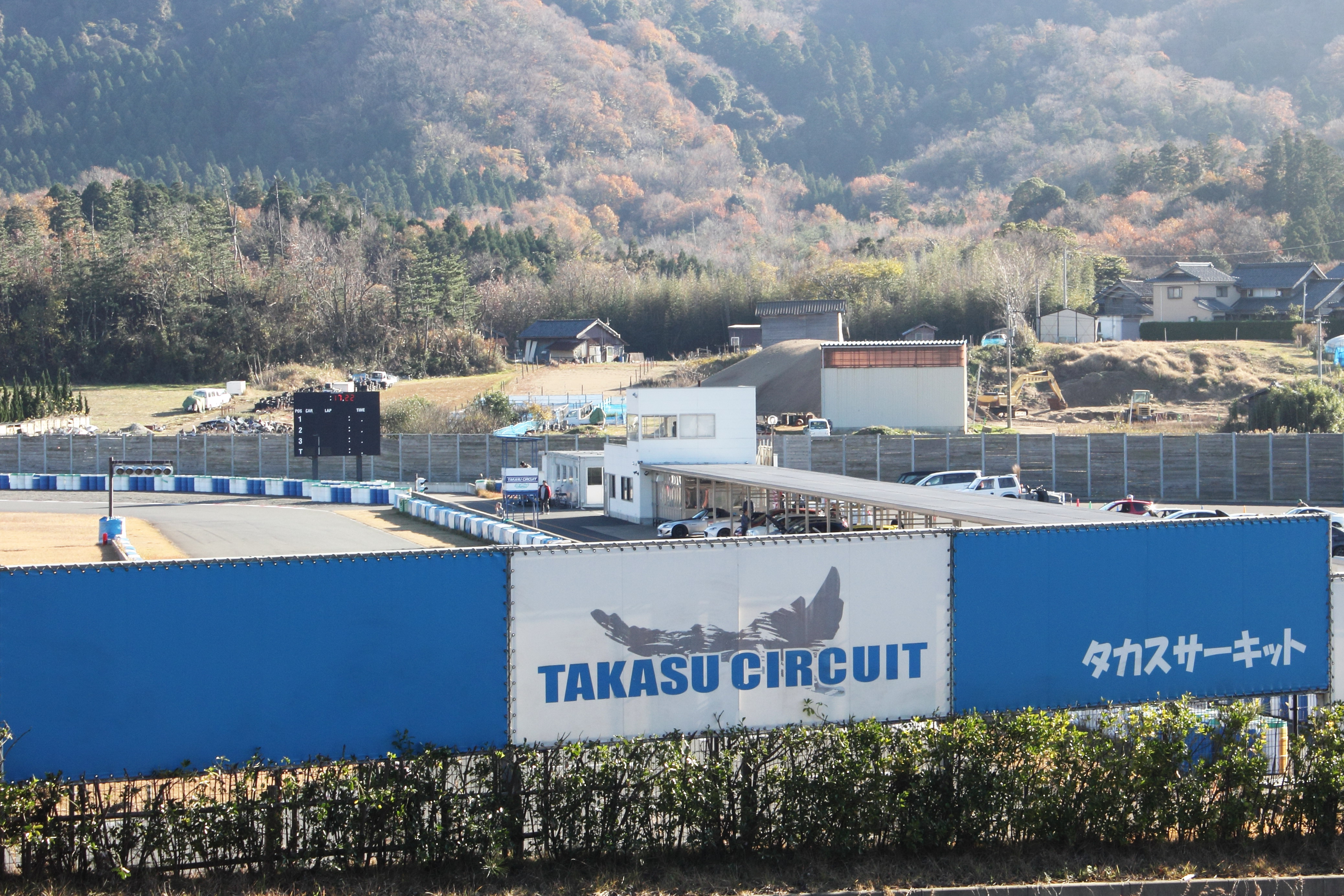
コントロールタワー
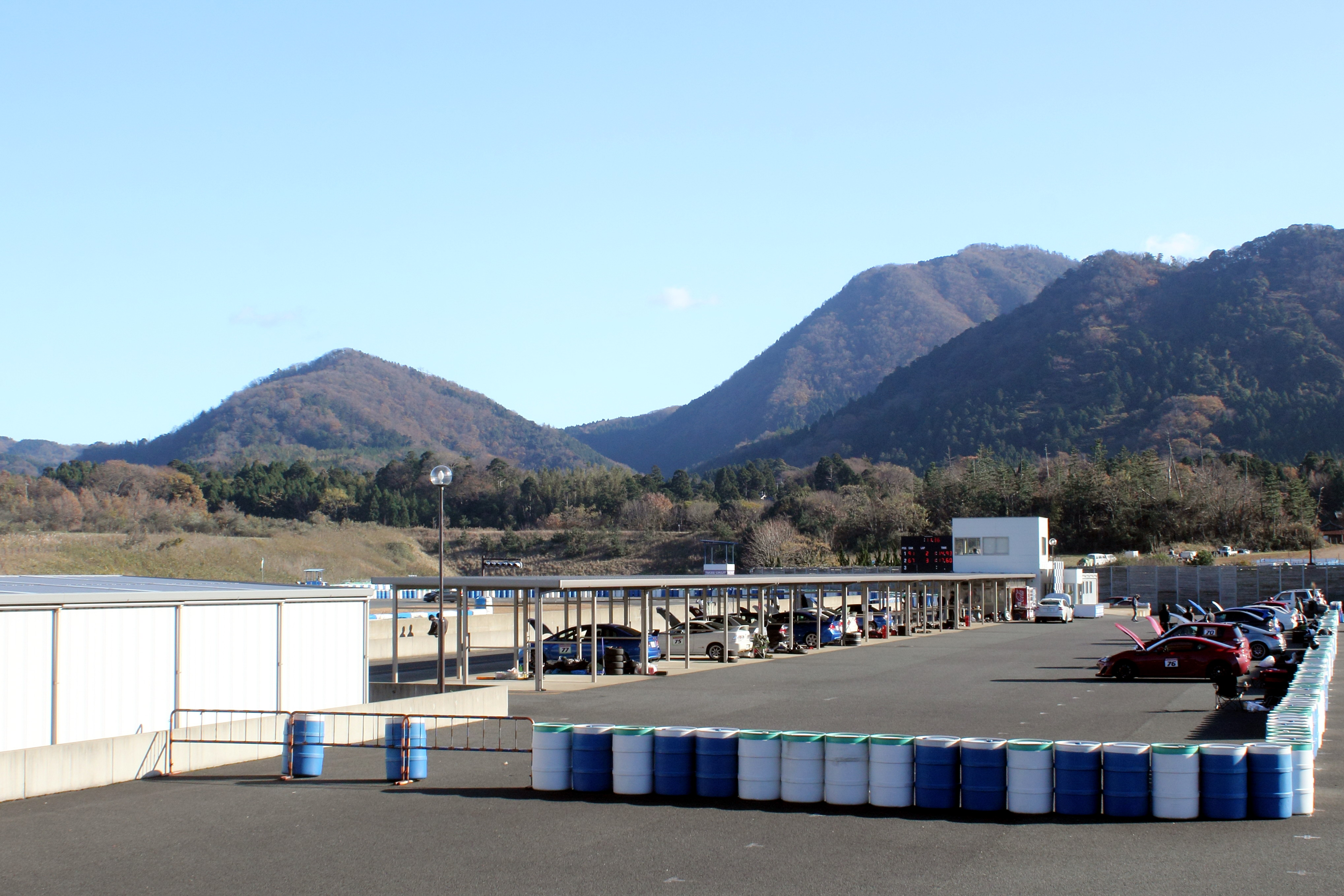
パドック風景

## 周辺施設
- 鷹巣海水浴場
- 鷹巣港

## アクセス
- 自動車の場合は福井ICから40分、丸岡ICから30分